# Adelasia de Torres
Adelasia de Torres (née à Ardara en 1207 morte à Burgos en 1256/1259), jugesse (italien : giudicessa) de Logudoro de 1236 à 1256/1259, du fait de son origine familiale et des droits qu'elle détenait, elle occupe une place importante dans les évènements survenus en Sardaigne pendant la première moitié du XIIIe siècle.

## Origine
Adelasia est la fille d'Agnese de Massa (morte en 1256) fille de Guillaume de Massa et de son premier époux Mariano II de Torres, juge de Logudoro (1218-1232) et de Gallura (1216-1218).

## Préambule
En 1215 Lamberto, fils d'Eldizio Visconti et consul de Pise, débarque à Cagliari avec une troupe armée et mettant à profit la faiblesse de la jugesse Benedetta de Cagliari († 1232), tante maternelle d'Adalessia, il occupe le col qui domine la cité et le fortifie. En 1217 le Podestat Ubaldo Visconti († 1230), frère de Lamberto, complète son œuvre de soumission du Judicat, s'empare du port de Cagliari et contraint la « Giudicessa » à se réfugier dans sa villa de Santa Igia, aux pieds de la ville. Benedetta devenu veuve est contrainte d'épouser Lamberto qui devient ainsi juge de Cagliari (1220-1223) et obtient un pouvoir total sans que le pape Honorius III n'intervienne en faveur de Benedetta. L'union de Lamberto et de Benedetta est ensuite annulée par l'Église mais Benedetta et ses faibles époux postérieurs, Enrico de Cepola (1226-1227) et Rinaldo Gualandi (1227-1230), demeurent sous l'influence de la république de Pise.
L'occupation préalable du Judicat de Gallura par Lamberto Visconti qui avait épousé en premières noces Elena fille du juge Barisone II de Gallura, avait déclenché une guerre. Le juge Mariano II de Torres, qui estimait avoir des droits sur les territoires de Gallura, réclame l'aide des Génois, marche contre les Visconti et les Pisans mais il est contraint de venir à composition. La paix est signée en novembre 1218 et comme condition, Mariano II de Torres doit accorder la main d'Adelasia au jeune fils de Lamberto, Ubaldo Visconti. Les deux fiancés sont encore très jeunes.

## Union avec Ubaldo Visconti
Le mariage est célébré peu de temps après en 1219. Honorius III envoie alors en Sardaigne le chapelain Bartolomeo comme légat pontifical avec l'ordre de l'empêcher d'annuler le contrat et de s'opposer aux Visconti. La mission de Bartolomeo échoue et les Pisans s'assurent pendant les années suivantes une grande influence sur l'ensemble de l'ile. Après la mort en 1232 de Mariano II de Torres qui avait réussi à se maintenir dans son Judicat de Logudoro ce dernier est dévolu à Barisone III de Torres, frère mineur d'Adelasia. Le jeune garçon a pour tuteur son oncle paternel Ithocorre ou Orzocorre de Serra dont le gouvernement suscite des troubles dans le judicat et Barisone III de Torres à peine âgé de 15 ans est tué en 1236 à Sorso.
Mariano II de Torres dans son testament avait prévu que si son fils venait à disparaitre sans héritier le Logudoro devait être dévolu par droit héréditaire à ses sœurs Adalesia et Benedetta, le judicat est donc dévolu à l'ainée Adalesia et à son époux Ubaldo Visconti de Gallura qui en 1232 après la mort de Benedetta avait même pris le titre de juge de Cagliari. Pise et les Visconti contrôlent alors de façon directe le plus vaste domaine de Sardaigne.
Cette situation préoccupe le pape Grégoire IX, qui en 1237 envoie en Sardaigne, comme légat, maître Alessandro, son chapelain. Ce dernier s'installe à Torres et reçoit pour le compte du Saint-Siège l'acceptation par d'Adelasia de la seigneurie féodale qu'elle possède par droit héréditaire de son grand-père Guillaume de Massa sur le judicat de Torres en Sardaigne en Corse à Pise et à Massa. Dans le palais royal d'Ardara, en présence de l'abbé et des Calmudes du monastère de la basilique de Saccargia Adelasia prête serment de vassalité et de fidélité au pontife. Ubaldo confirme l'acte de son épouse, et en garantit l'accord. Il consigne au pontife représenté par l'évêque d'Ampurias, le château de Monte Acuto. Ubaldo reconnait l'autorité de l'Église sur le Logudoro, mais pas sur le judicat de Gallura, pour lequel il se déclare déjà engagé par un serment de fidélité envers la république de Pise. Le Saint Siège a néanmoins réussi à réduire la puissance des Visconti et aussi de Pise.
Ubaldo, peu de temps après, tombe gravement malade et dans son testament, dicté dans la cure de Silki en janvier, il ne laisse aucune disposition pour le judicat de Torres qui appartenait en propre à Adelasia et, selon son serment, destine Gallura à son cousin-germain, Giovanni Visconti le fils ainé d'Ubaldo († 1230). Ce dernier est persona non grata auprès du pontife, qui craint que son établissement en Sardaigne soit très défavorable aux intérêts du Saint-Siège et n'affecte la sécurité d'Adelassia.

## Union avec Enzio
Après la mort d'Ubaldo en 1238, le pape demande au juge Pietro II d'Arborée de protéger Adelasia dans l'attente qu'il lui trouve une seconde union avec un personnage jouissant de la confiance du siège apostolique, le noble Guelfe dei Porcari. Cette candidature soulève beaucoup d'opposition : celle des Visconti bien sûr mais aussi celle de la famille Doria, qui possédait depuis plusieurs années des terres dans le Logudoro, et qui voyait d'un mauvais œil cette union qui signifiait une plus forte autorité du Saint-Siège en Sardaigne. Les Doria incitent alors Frédéric II du Saint-Empire à demander la main d'Adelasia pour son fils Enzio. L'empereur comprend immédiatement l'avantage de cette union dans la lutte qu'il mène contre l'Église romaine et envoie immédiatement en Sardaigne des ambassadeurs auprès d'Adelasia qui, bien que plus âgée qu'Enzio, accepte la proposition. En octobre 1238, Enzo quitte Crémone pour rejoindre l'ile et les noces sont célébrées le même mois. Le mariage ne fut pas heureux car si Enzio prend le titre de « roi de Sardaigne » que lui a attribué son père, il ne réside dans l'ile que quelques mois. En juillet 1239, à l'appel de Frédéric II, il rejoint la péninsule italienne et ne retourne jamais en Sardaigne. En 1245, le mariage est dissous et Adelasia selon une chronique sarde vit dans la tristesse ses dernières années dans le château de Goceano sous la surveillance de Michele Zanche. Enzio, capturé lors de la bataille de Fossalta en 1249, meurt prisonnier à Bologne en 1272. Adelasia meurt en 1256/1259 sans laisser d'héritier. Elle est inhumée dans la crypte de l'église Santa Maria del Regno.

## Postérité
Elena, considérée longtemps comme la fille d'Enzio et d'Adelasia et qui épouse plus tard le comte Guelfe della Gherardesca de Donoratico, serait en réalité la fille d'une concubine du jeune roi.